# Club des patriotes en colère
Le Club des patriotes en colère (KRP ; en russe : Клуб рассерженных патриотов, Klub rasserjennykh patriotov) est un mouvement social nationaliste radical russe fondé le 1er avril 2023 par Igor Strelkov, Pavel Goubarev et Maxime Kalachnikov. Le club reproche au gouvernement russe actuel ses demi-mesures et son incapacité à gagner la guerre contre l'Ukraine.

## Histoire
Strelkov avait auparavant créé des mouvements qui critiquaient à la fois le Kremlin et l'opposition libérale, comme le Comité du 25 janvier, créé en 2016. En mai de cette année-là, le Comité du 25 janvier a été rebaptisé Mouvement national panrusse sous la direction de Strelkov.
Deux semaines avant l'annonce officielle de la création du club, le 17 mars 2023, Igor « Strelkov » Guirkine, au nom du club, a posté un billet sur Telegram, dans lequel il énumérait les points faibles, selon lui, dans la conduite du club, de l'« opération militaire spéciale ».
Le 1er avril 2023, la création du club a été annoncée. En plus de Strelkov, le club comprend Pavel Goubarev, Vladimir Groubnik, Viktor Alksnis, Maxime Kalachnikov, Maxime Klimov, Mikhaïl Aksel et Ievgueni Mikhaïlov. Les membres du club l'ont qualifié[source secondaire souhaitée] de « communauté de patriotes qui servent la Russie depuis de nombreuses années, non pas en paroles, mais en actes ». Selon Strelkov[source secondaire souhaitée], « Il est nécessaire de créer une association de ces gens qui ne sont pas pour l'argent, qui sont vraiment pour la Patrie, pour notre peuple, pour notre pays ».
L'Autre Russie d'E.V Limonov a participé à l'organisation des réunions et des conférences de presse du club en mai 2023,.
En juillet 2023, La police Russe détient le chef du Angry Patriots Club Igor Girkin pour extrémisme présumé.

## Idéologie
Ultranationalistes russes et anti-occidentaux, les membres du club ont déclaré que la Russie serait inévitablement confrontée à la défaite en Ukraine et pourrait subir un coup d'État pro-occidental ou une guerre civile à moins que Moscou n'améliore radicalement la situation sur les lignes de front. Les participants ont fait valoir que les responsables russes sont incapables d'améliorer les opérations militaires et leur impact sur la société russe parce que la plupart des responsables du Kremlin appartiennent à la faction anti-guerre. Le club a affirmé qu'il cherchait à aider les autorités russes à mener à bien une "opération militaire spéciale" en temps opportun, arguant qu'une guerre prolongée en Ukraine pourrait inciter les responsables anti-guerre à se révolter. Le groupe a également déclaré qu'il tentait de créer un réseau de défense pour contrer un coup d'État en Russie dans un tel cas,.
Par rapport au Comité du 25 janvier, l'accent est passé de l'opposition au « Moscou Maidan » libéral à la nécessité d'empêcher « la défaite militaire de la Russie dans sa guerre par procuration avec l'ensemble du bloc de l'OTAN en Ukraine ».